# Tamara Jemuovic
Tamara Jemuovic (sinh ngày 28 tháng 12 năm 1993) là một người mẫu và người đẹp Canada. Cô sẽ được đại diện cho Canada tại cuộc thi Hoa hậu Hoàn vũ 2021. Trước đó cô từng là Hoa hậu Trái Đất Canada 2016 và là đại diện tại Hoa hậu Trái Đất 2016.

## Tiểu sử
Jemuovic sinh ngày 28 tháng 12 năm 1993 và sống tại Toronto. Cô là người gốc Canada và Serbia. Cô là nhà môi giới bất động sản, giám đốc điều hành và người sáng lập PHNX Cómetics, đồng thời cô cũng là một người mẫu chuyên nghiệp. Cô đã từng theo đuổi Đại học Toronto, tốt nghiệp Đại học Hawaii và giấy phép bất động sản của trường Cao đẳng Bất động sản Ontario.

## Các cuộc thi sắc đẹp

### Hoa hậu Thế giới Canada 2013
Vào ngày 9 tháng 5 năm 2013, cô đã tham gia cuộc thi Hoa hậu Thế giới Canada 2013 tại Nhà hát River Rock Show ở Richmond, British Columbia và đạt danh hiệu Á hậu 1.

### Hoa hậu Trái Đất Canada 2016
Năm 2016, cô tham gia cuộc thi Hoa hậu Trái Đất Canada 2016 và vượt qua các thí sinh tham gia khác, cô đăng quang ngôi vị Hoa hậu Trái đất Canada 2016.

### Hoa hậu Quốc tế Canada 2020
Cô tham gia cuộc thi Hoa hậu Quốc tế Canada 2020 và đăng quang với danh hiệu cao nhất của cuộc thi.

### Hoa hậu Hoàn vũ Canada 2020
Cô tiếp tục tham gia và cạnh tranh với 39 ứng cử viên khác tại Hoa hậu Hoàn vũ Canada 2020 được tổ chức ở Toronto và dừng chân tại ngôi vị Á hậu 1 của cuộc thi.

### Hoa hậu Hoàn vũ 2021
Jemuovic được chỉ định là Hoa hậu Hoàn vũ Canada 2021, được quyền đại diện cho Canada tại cuộc thi Hoa hậu Hoàn vũ 2021 được tổ chức tại Eilat, Israel. Cô không góp mặt trong Top 16 chung cuộc.